# Павловка (Алексеевский район)
Павловка — село в Алексеевском районе Самарской области. Входит в состав сельского поселения Авангард.

## География
Расположено на правом берегу реки Съезжая, в 6 км к северо-западу от центра сельского поселения поселка Авангард.

## Население
| 1986 | 2002 | 2010 | 2014 | 2015 |
| ---- | ---- | ---- | ---- | ---- |
| 130  | ↗144 | ↘114 | ↘106 | ↗118 |

Национальный состав
Согласно результатам переписи 2002 года, в национальной структуре населения русские составляли 71 % от жителей.